# Amplíato
Amplíato (em latim: Amplias) foi um dos Setenta Discípulos. Junto com Urbano, Narciso, Estácio, Apeles e Aristóbulo, ele foi um ajudante de Santo André. Ele foi mencionado por Paulo na Epístola aos Romanos, «Saudai a Amplíato, meu amado no Senhor.» (Romanos 16:8).
A tradição cristã faz dele o primeiro bispo de Varna, na Bulgária.

## Fonte
Assim como diversos outros santos, Amplíato teve sua vida contada no livro Prólogo de Ohrid, de São Nikolai Velimirovic.